# Ouïe (anatomie des poissons)
Pour les articles homonymes, voir Ouïe.
Les ouïes désignent chez les Actinoptérygiens, les Actinistiens (le Cœlacanthe) et les Dipneustes, classiquement appelés poissons, des ouvertures paires situées de part et d'autre de la tête.
C'est par celles-ci que l'eau qui a été aspirée et qui a traversé les branchies, est évacuée grâce aux mouvements des opercules.

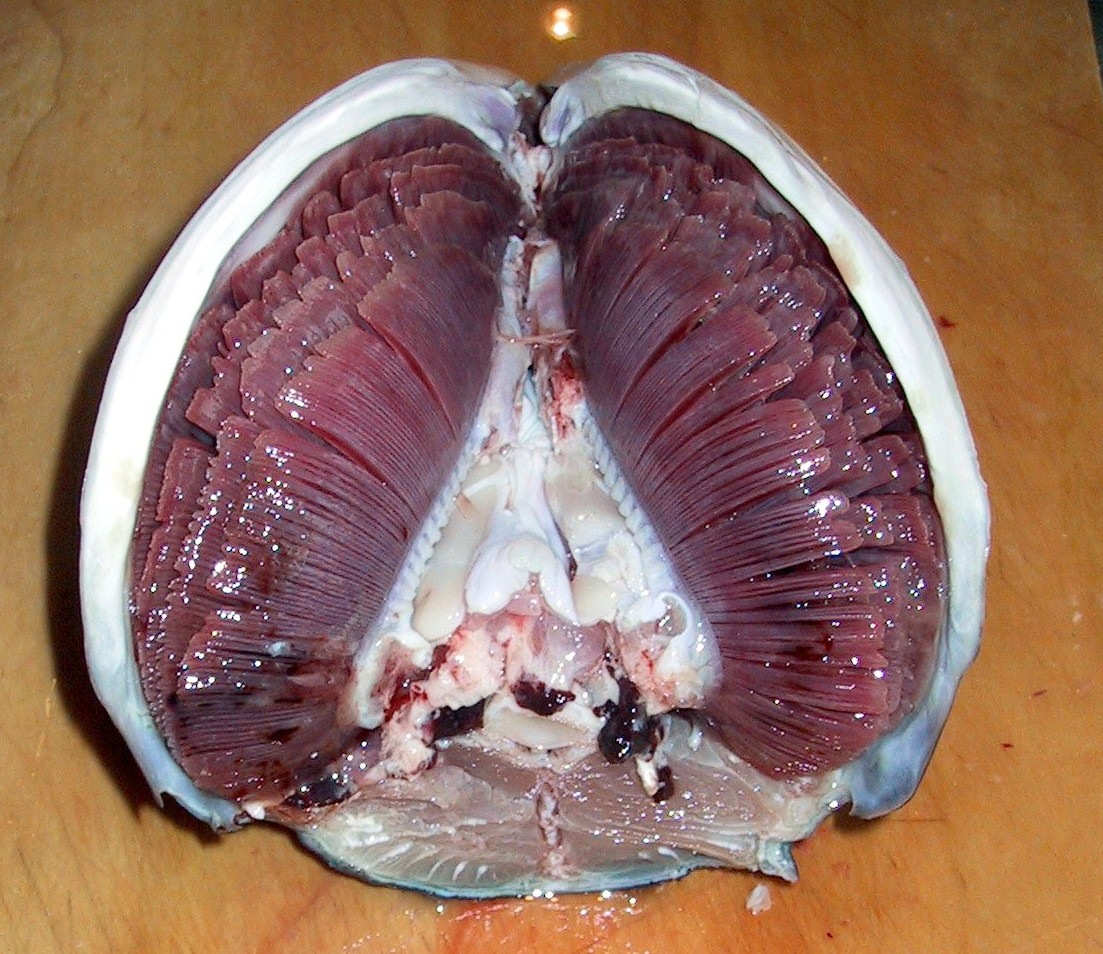
Ouies et opercules de thon.

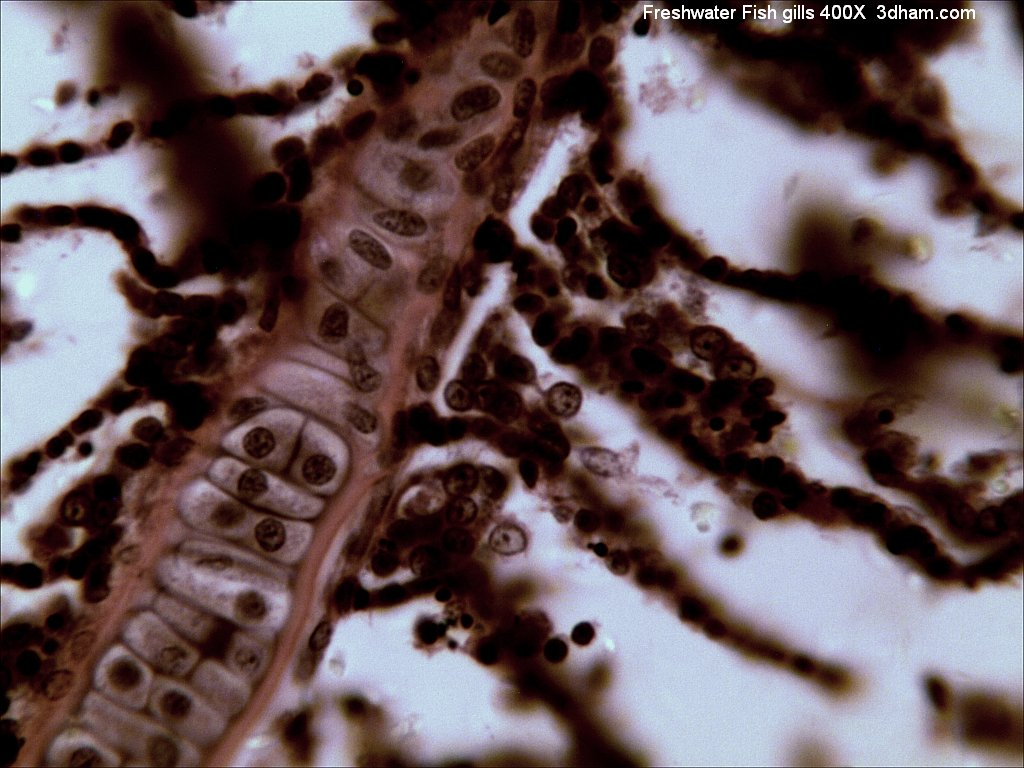
Branchies d'un poisson d'eau douce, vues au microscope

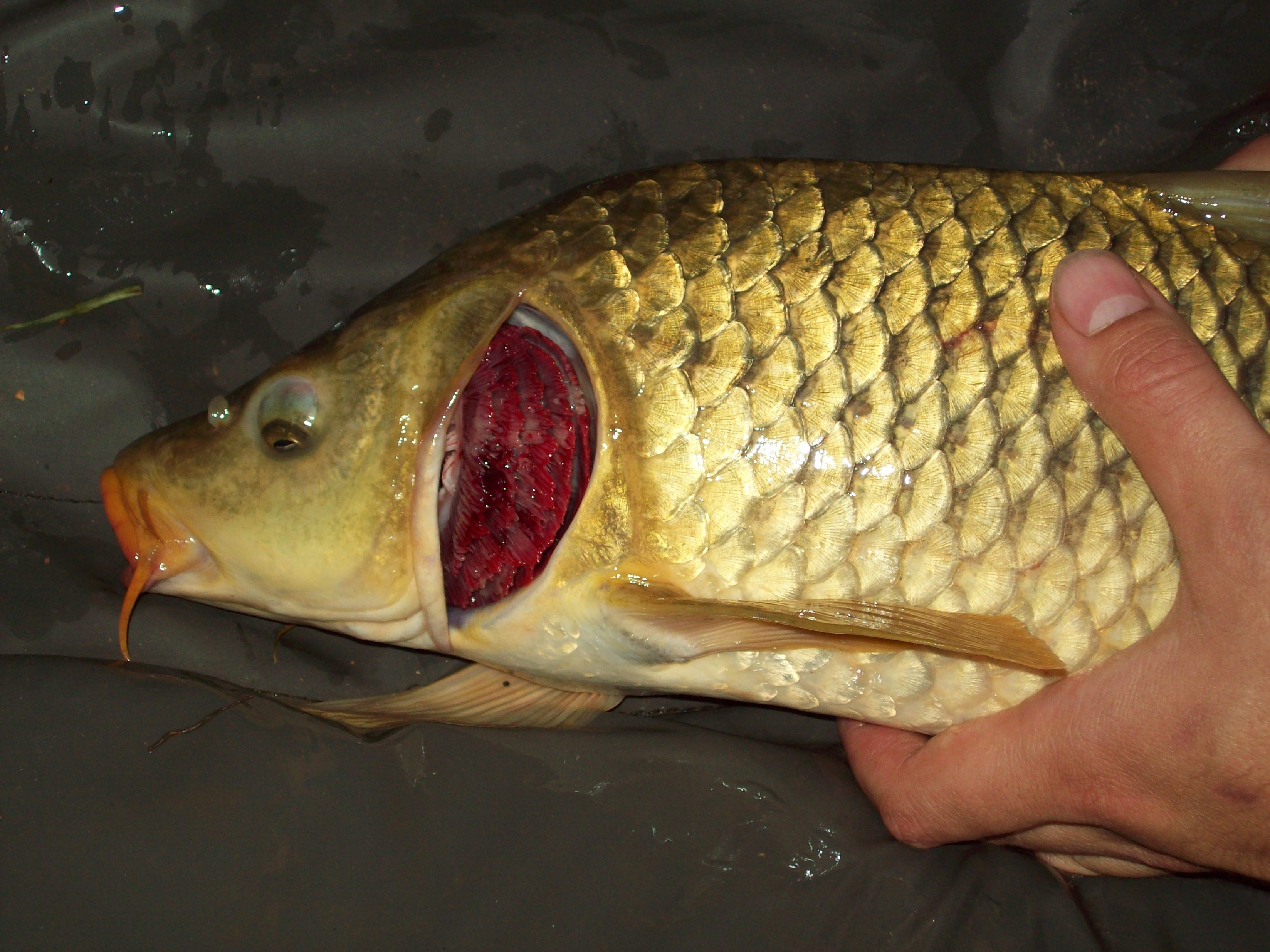
Absence anormale d'os operculaire laissant voir les ouïes et branchies d'une carpe (malformation congénitale)

Chez les lamproies (qui ne sont pas vraiment des poissons) on parle de fentes branchiales.

## Zone de vulnérabilité
C'est une zone vitale et fragile, et donc une des zones vulnérables de nombreux poissons. Les ouïes sont protégées par un opercule mobile et généralement solide chez la plupart des espèces. 

Certains microbes, et de nombreux parasites (crustacés, vers, champignons, bactéries...) s'y fixent. Les lamproies se fixent parfois sur des poissons plusieurs dizaines de fois plus lourds qu'elles. 
La pulvérisation d'alcool (à 90°) dans les ouïes d'un poisson est un moyen de le tuer très rapidement, moyen utilisés par certains pêcheurs pour ne pas endommager le poisson d'un coup de gourdin ou par une méthode encore moins sûre ou moins rapide (asphyxie).